# Проспект Владимира Путина
Проспект имени Владимира Владимировича Путина — проспект в центре города Грозного. Протяжённость проспекта — 1880 метров. Проспект назван в честь президента Российской Федерации Владимира Путина.
Проспект является одной из самых старых улиц города. С момента возникновения проспект выполняет роль главной улицы города. В настоящее время здесь расположено множество административных, культурных и торговых учреждений, в том числе Дворец молодёжи, судебный департамент, Национальный музей Чеченской Республики, Дом моды, ЦУМ, Государственный театрально-концертный зал и одна из крупнейших в России мечеть имени Ахмата Кадырова «Сердце Чечни».
Застройка проспекта представляет собой пример ансамблевой застройки 1950-х годов. Кроме того, на проспекте расположены здания, являющиеся памятниками архитектуры, в том числе Барский дом постройки начала XX века. Нумерация домов ведётся от улицы Маяковского.
Внутри проспекта расположен бульвар, кроме того, с проспектом граничат несколько зелёных зон, что делает его одной из самых озеленённых улиц города.

## Расположение
Проспект Владимира Путина расположен в центре города. Большая часть проспекта административно расположена в Шейх-Мансуровском районе, часть проспекта от комплекса правительственных зданий до улицы Маяковского относится к Висаитовскому району, участок чётной стороны проспекта от улицы Маяковского до улицы Николаева относится к Ахматовскому району.
Проспект проходит от комплекса правительственных зданий до реки Сунжи, между проспектом Махмуда Эсамбаева и улицей Розы Люксембург. Проспект пересекает улицу Маяковского, площадь Дружбы Народов, Дагестанскую улицу, улицу Грибоедова, улицу Мира, улицу Чернышевского, проспект Хусейна Исаева, площадь Ахмата Кадырова и улицу Лечи Магомадова. К проспекту примыкают аллея Славы, сквер Журналистов, улица Титова, улица Николаева, Театральная площадь, улица Репина, улица Полежаева, площадь Абубукара Кадырова, Комсомольский сквер, сквер Михаила Лермонтова и Гвардейская улица. Через реку Сунжу перекинут Ленинский мост, который соединяет проспект Владимира Путина с проспектом Ахмата Кадырова.

## История
История улицы начинается в 1821 году, когда около крепости Грозной был построен форштадт, где селились семьи солдат. В 1848 году военное поселение преобразовали в станицу Грозненскую. В этом время улица получает своё первое официальное название — Граничная улица. Название было связано с тем, что по улице проходила граница между станицей Грозненской, крепостью Грозной и Грозненским форштадтом, а позже и городом Грозным. Улица изначально была широкой, что в будущем позволило организовать на ней бульвар. В XIX веке Граничная улица была очень грязной в связи с имеющимися по обеим сторонам улицы канавами. Улица изначально имела грунтовое покрытие. Единственным украшением улицы служило здание находившейся рядом гостиницы «Гранд-отель».
К осени 1914 года был построен железобетонный Романовский мост, который связал улицу с правобережной частью города.
11 августа 1918 года, в первый день Стодневных боёв за Грозный, улица стала линией фронта между красным гарнизоном города и штурмующими белыми казаками армии Бичерахова. На месте современного Дома моды располагался дом казака Шерстобитова, который во время Стодневных боёв являлся одним из укреплённых пунктов белых. Укреплённый пункт Красной Армии находился в бывшем здании акционерного общества «Русский грозненский стандарт» (дом № 11, разрушен во время Первой чеченской войны). В 1919 город был взят войсками ВСЮР под командованием генерала Шатилова, в 1920 — снова взят отрядами красных под командованием Гикало. После включения в 1920 году станицы Грозненской в состав города Грозного улица получает новое название — улица имени 11 Августа — в честь победы красных в Стодневных боях. Зачастую в официальных и иных документах улица именовалась Августовской. В то же время посредине улицы был организован бульвар. В конце улицы на здании бывшей гостиницы «Гранд-отель», где располагался Совет Министров, была установлена мемориальная доска: «Здесь в 1918 году в период стодневных боёв находился штаб Среднего участка фронта» (здание утрачено в годы Первой чеченской войны в 1990-х годах).
В 1950-х годах на улице возводится ряд домов в стиле неоклассицизма, классицизма, ампира. Проектировали здания знаменитые на весь Советский Союз архитекторы Хайд, Мельников и Власов. В 1955 году улица получает название проспект Победы — в честь победы в Великой Отечественной войне. В 1958 году на проспекте построено здание Совета Министров и Президиума Верховного Совета Чечено-Ингушской АССР.
В начале пятидесятых годов, когда по городу стали ходить первые крупногабаритные автобусы. Романовский мост, связывавший проспект с правобережной частью города, расширили на два метра за счёт выноса его тротуаров на консоли. Была отлита чугунная ограда.
На месте бывших военных складов в середине 1960-х годов строится первый в Грозном девятиэтажный дом «Маяк» (№ 1). В 1960-х годах на проспекте строится несколько хрущёвок в рамках постановления ЦК КПСС и Совета Министров СССР «О развитии жилищного строительства в СССР» от 31 июля 1957 года.
С постройкой нового Ленинского моста в 1970-х годах проспект Победы соединился с проспектом Ленина. Романовский мост становится пешеходным. В то же время участок бульвара от проспекта Орджоникидзе до реки Сунжи был ликвидирован.
В 1978 году на проспекте Победы (от площади Дружбы Народов до проспекта Орджоникидзе) построена троллейбусная линия, по которой прошёл маршрут № 2, а позднее и № 2-А.
Летом 1993 года проспект Победы был переименован в проспект имени Исы Арсемикова — в честь учёного-физика, возглавлявшего некоторое время вооружённые силы Конфедерации народов Кавказа и погибшего здесь в бою с отрядами чеченской оппозиции, которая выступала против Джохара Дудаева.
В январе 1995 года во время штурма Грозного федеральными войсками проспект значительно пострадал: по проспекту проходила линия фронта между российскими войсками и вооружёнными формированиями самопровозглашённой Чеченской Республики Ичкерия. В связи с находившимся рядом Президентским дворцом, захват которого был приоритетом у российских войск, на проспекте были блокированы, а затем разрушены несколько зданий, в том числе краеведческий музей и гостиница «Кавказ». Кроме того, в ходе боевых действий была разрушена троллейбусная линия.
При установлении российской администрации в городе новое название проспекта не было признано, улица снова стала именоваться проспектом Победы.
В 1996 году в Грозном была снова установлена «ичкерийская» власть, проспект Победы снова стал носить имя Исы Арсемикова.
Во время ожесточённых боёв между российскими войсками и вооружёнными формированиями самопровозглашённой Чеченской Республики Ичкерия в январе 2000 года проспект снова значительно пострадал. После установления в городе российской администрации улица снова стала называться проспектом Победы.
В результате военных действий на нечётной стороне проспекта не осталось ни одного здания на участке от улицы Чернышевского до Ленинского моста, на чётной стороне — на участке от проспекта Хусейна Исаева до Ленинского моста.
- Разрушенный проспект Победы. 2000 год.
- Разрушенный проспект Победы. 2000 год.
- Разрушенный проспект Победы. 2000 год.

- Разрушенный театр на проспекте Победы (на углу Театральной площади). 2001 год.
- Разрушенный проспект Победы. 2001 год.

К восстановлению жилых домов на проспекте власти приступили лишь в 2004 году. 27 июля 2004 года на проспекте был введён в эксплуатацию дом № 7. Восстановление осуществлялось в рамках федеральной целевой программы по восстановлению экономики и социальной сферы Чеченской Республики.
10 декабря 2004 года началось полное восстановление проспекта, сильно пострадавшего в результате двух войн. 30 декабря 2004 года состоялось торжественное открытие улицы — проспект Победы стал первой полностью восстановленной улицей Грозного. Помимо восстановленных домов, на улице был заново разбит бульвар, появилось уличное освещение. Все строительно-восстановительные работы проводились за счёт внебюджетных средств.
В 2008 году проспект был реконструирован под историческую улицу 1950-х годов. Впервые в городе на одном из зданий проспекта установили городские башенные часы. На крыше дома № 2 построена новая ротонда круглого типа (взамен старой, прямоугольной). Автором архитектурного решения реконструкции проспекта выступил архитектор А. В. Лозинский. Первые этажи зданий были выложены натуральным камнем, для оформления верхних этажей использовались чугунное литьё и лепка, а вместо елей на бульваре высажены лиственные деревья. Здания оборудованы декоративными торшерами, а также подсветкой. На бульваре заменены торшеры (вместо круглых установлены декоративные светильники), убраны рекламные баннеры. На большей части проспекта (участок от улицы Маяковского до проспекта Хусейна Исаева) расширена проезжая часть, отменено автобусное сообщение, существовавшая автобусная конечная станция «Дом моды» прекратила существование. Открытие проспекта после реконструкции было приурочено к «420-летнему установлению добрососедских отношений России и Чечни» и состоялось 5 октября 2008 года. В этот же день Президент Чеченской Республики Рамзан Кадыров подписал указ о переименовании проспекта Победы в проспект имени Владимира Владимировича Путина — в честь второго Президента Российской Федерации, «За выдающиеся заслуги в деле борьбы с терроризмом, восстановления экономики, социальной сферы Чеченской Республики». Владимир Путин заявил, что он предпочёл бы, чтобы подобного больше не случалось.
В 2008 году после сноса разрушений железнодорожной станции Грознефтяная (станция пострадала в ходе военных действий 1995 и 1999 годов) проспект продлён от площади Дружбы Народов до комплекса правительственных зданий.
16 октября 2008 года Владимир Путин посетил проспект, названный в его честь.
Летом 2011 года был демонтирован старый пешеходный Романовский мост, который связывал проспект Владимира Путина с проспектом Ахмата Кадырова.
- Проспект Владимира Путина в районе площади Ахмата Кадырова. 2010 год.
- Дом № 13 с городскими башенными часами. 2011 год.
- Проспект Владимира Путина ночью. 2010 год.

## Застройка
На всём протяжении с обеих сторон проспекта расположен комплекс жилых и общественных зданий (ансамблевая застройка 1950-х годов, а также исторические здания, в том числе Барский дом). Своими удачно найденными пропорциями в сочетании с озеленением и широким бульваром по центру, проспект может служить примером положительного градостроительного решения.

### Нечётная сторона
| Номер дома | Изображение | Описание |
| ---------- | ----------- | --- |
| 1          |             | Жилой дом «Маяк» с магазином «Юбилейный». Первый в Грозном 9-этажный дом. Архитектор Г. Мамышев. Построен на месте складов воинской части.                     |
| 1-А        |             | Жилой дом с магазинами. |
|            |             | Национальный музей Чеченской Республики (здание с вайнахскими башнями) (строительство)                                                                         |
| 3          |             | Патриотические клубы «Рамзан» и «Путин» (в 2000-х годах — Главное управление МЧС России по Чеченской Республике, в Российской Империи и СССР — воинская часть) |
|            |             | Государственный театрально-концертный зал. Построен в 1977 году, архитектор В. Добровольский.                                                                  |
|            |             | Барский дом (жилой дом с кафе и магазинами). Построен в 1920-х годах.                                                                                          |
|            |             | Жилой дом с магазинами |
| 5          |             | Жилой дом с магазинами |
| 5-А        |             | Жилой дом с магазинами |
| 7          |             | Жилой дом с общественными помещениями |
| 9          |             | Образцовый дом (жилой дом с общественными помещениями) |
| 11         |             | Строительство жилого дома (начато в 2011 году) |
| 13         |             | Жилой дом с магазинами (дом с городскими часами) |
| 15         |             | Жилой дом с магазинами |
| 17         |             | Общественное здание |
| 17-А       |             | Общественное здание |
| 17-Б       |             | Общественное здание |
| 19         |             | Жилой дом и Национальный музей Чеченской Республики |
| —          |             | Мечеть имени Ахмата Кадырова «Сердце Чечни», построена в 2006—2008 годах                                                                                       |

### Чётная сторона
| Номер дома | Изображение | Описание |
| ---------- | ----------- | --- |
| 2          |             | Жилой дом с магазинами. Построен в 1953 году. В советское время — дом с универмагом (позже вместо универмага был открыт детский сад) и мебельным магазином (позже — магазин «Овощи-фрукты»). В 2008 году прямоугольная ротонда на крыше дома была заменена на круглую. |
| 4          |             | Дворец молодёжи. Построен в 1950-х годах. В советское время — общежитие. |
| 6          |             | Жилой дом. Построен в 1950-х годах. |
| 8          |             | Управление ЗАГС по Чеченской Республике. Здание построено в 1950-х годах. |
| 8-А        |             | Жилой дом |
| 8-10       |             | Жилой дом с рестораном «Альтаир» |
| 10         |             | Жилой дом с гастрономом |
| 10-А       |             | Территориальное управление Федерального агентства по управлению государственным имуществом в Чеченской Республике |
| 12         |             | Жилой дом с магазинами. Построен в 1950-х годах. |
| 14         |             | Жилой дом с магазинами. Построен в 1950-х годах. |
| 16         |             | Жилой дом с магазинами |
| 18         |             | Общественное здание |
| 18-А       |             | Общественное здание |
| 20         |             | Жилой дом с магазинами (в советское время — жилой дом работников энергетической промышленности). Построен в 1950-х годах. Архитектор Л. Хант. |
| 22         |             | Жилой дом с магазинами (в советское время — жилой дом работников энергетической промышленности). Построен в 1950-х годах. Архитектор Л. Хант. |
| 24         |             | Жилой дом с магазинами (в советское время — жилой дом работников энергетической промышленности). Построен в 1950-х годах. Архитектор Л. Хант. |
| 26         |             | Дом моды (автор проекта инженер Г. Саркисов). Построен на месте дома казака Шерстобитова, который во время стодневных боёв 1918 года являлся одним из укреплённых пунктов белых.                                                                                       |
| 28         |             | Жилой дом с магазинами |
| 30         |             | ЦУМ — Центральный универсальный магазин. Построен в 1956 году, архитектор Р. М. Власов. |
| 34         |             | Жилой дом с магазинами |
| 34-А       |             | Бойцовский клуб «Грозный» |
| 36         |             | Французский дом (жилой дом с магазинами) |
| 38         |             | Управление Судебного департамента при Верховном суде Российской Федерации в Чеченской Республике. Здание построено в 2007—2008 годах. |

### Утраченные здания
| Номер дома | Описание |
| ---------- | --- |
| 11         | Общественное здание (ранее — укреплённый пункт Красной Армии, акционерное общество «Русский грозненский стандарт») Здание разрушено во время штурма Грозного в январе 1995 года. Восстановлено к 2007 г. Около 2009 - 2010 снесено.                                                                    |
| 25         | Пятое жилстроительство (в проекте — «Дом коммуны») — 135-квартирный жилой дом, построен в 1928—1935 годах. Автор проекта инженер Алексей Яковлевич Буткин. Здание разрушено во время штурма Грозного в январе 1995 года.                                                                               |
| 27         | Гостиница «Кавказ» Здание разрушено во время штурма Грозного в январе 1995 года. |
| 29         | Старое здание Совета Министров и Президиума Верховного Совета Чечено-Ингушской АССР. Построено в 1958 году, архитектор И. Загребайлов. В начале 1990-х годов в здании размещался Объединённый республиканский музей имени Халида Ошаева. Здание разрушено во время штурма Грозного в январе 1995 года. |

## Бульвар
В 1920-х годах внутри улицы был устроен бульвар, обсаженный деревьями лиственной породы. Бульвар был благоустроенным: появились пешеходная дорожка, скамейки, освещение.
С постройкой нового Ленинского моста в 1970-х годах участок бульвара от проспекта Орджоникидзе до реки Сунжи был ликвидирован.
В 1990-х годах во время боевых действий бульвар сильно пострадал.
В декабре 2005 года бульвар, как и весь проспект, был восстановлен на средства общественного фонда. На бульваре было высажено 380 елей, пешеходная дорожка выложена плиткой, установлены «круглые» торшеры, а также множество рекламных баннеров. Открытие бульвара состоялось 30 декабря 2005 года.
В 2008 году началась новая масштабная реконструкция проспекта. На этот раз было решено вернуть проспекту первоначальный облик, поэтому вместо елей были высажены 738 лиственных деревьев (каштан — 157, ясень — 165, дуб — 360, клён — 52, граб — 4), установлены новые декоративные торшеры с полумесяцами, рекламные баннеры демонтированы. Пешеходную дорожку бульвара выложили камнем. Установлены новая чугунная ограда, вазоны с цветами, скамейки, урны и питьевой фонтанчик. Торжественное открытие обновлённого проспекта с бульваром состоялось 5 октября 2008 года.
- Бульвар на проспекте Владимира Путина. 2011 год.
- Бульвар на проспекте Владимира Путина. 2010 год.
- Бульвар на проспекте Владимира Путина ночью. 2011 год.

## Скверы
В настоящее время на проспекте Владимира Путина обустроено два сквера — в районе Театральной площади и около дома № 18-А.
Ещё один сквер был образован после восстановления проспекта в 2004 году на месте разрушенного в годы Первой чеченской войны дома № 11. В середине 2011 года он был ликвидирован в связи со строительством жилого дома.
- Сквер в районе Театральной площади. 2010 год.
- Сквер в районе Театральной площади. 2010 год.
- Сквер на месте дома № 11. 2010 год (ликвидирован в 2011 году в связи со строительством дома)

## Фонтаны
На проспекте расположено несколько фонтанов — три фонтана с подсветкой (у Дворца молодёжи, у дома № 18-А и у мечети «Сердце Чечни») и один питьевой фонтанчик (на бульваре).
Фонтан у Дворца молодёжи был построен в 2000-х годах, после чего в 2008 году был реконструирован, ввиду чего облик фонтана значительно изменился.
До 1995 года существовал фонтан во дворе Пятого жилстроительства, который был разрушен во время боевых действий.
- Фонтан у мечети «Сердце Чечни». 2011 год.
- Фонтан у Дворца молодёжи. 2011 год.
- Питьевой фонтанчик на бульваре. 2011 год.

## Общественный транспорт

### Автобус
Автобусное движение по проспекту было открыто в советский период и осуществлялось до 2008 года. В 2008 году, в связи с реконструкцией улицы, автобусное сообщение было оставлено лишь на участке от проспекта Хусейна Исаева до Ленинского моста.
До 2008 года на проспекте располагалась автобусная конечная станция «Дом моды».

### Троллейбус
В 1978 году на большей части проспекта (от площади Дружбы Народов до проспекта Орджоникидзе, ныне проспекта Хусейна Исаева) открыта троллейбусная линия. До 25 ноября 1994 года здесь работали маршруты № 2 и № 2-А. Троллейбусная линия была разрушена при штурме Грозного.
Проект восстановления троллейбусного сообщения в Грозном предполагает восстановление маршрута № 2 по соседней улице Сайпуди Лорсанова в связи с тем, что проспект после реконструкции 2008 года обрёл исторический облик 1950-х годов.

## Проспект в филателии
В 1960 году в рамках серии «Столицы автономных республик» Почта СССР выпустила в свет марку номиналом 40 копеек, на которой изображён бульвар Победы — бывшая улица имени 11 Августа. Марка была выпущена тиражом 1,5 миллиона экземпляров.
В дальнейшем улица дважды изображалась на почтовых конвертах СССР.
- Улица имени 11 Августа на почтовой марке, 1960 год.
- Улица имени 11 Августа на почтовом конверте, 1960-е годы.
- Старое здание Совмина на почтовом конверте, 1975 год.